# Selección de fútbol de Zanzíbar
La selección de fútbol de Zanzíbar es el equipo representativo de Zanzíbar (Tanzania) en las competiciones oficiales, es controlado por la Asociación de fútbol de Zanzíbar.
Zanzíbar es miembro asociado de la CECAFA, pero no de la FIFA, por lo que sus partidos no son reconocidos por esta entidad y no puede participar en la Copa Mundial de Fútbol. 
Zanzíbar fue miembro de la International Football Union y actualmente es miembro de la CECAFA. Su director técnico fue el comediante alemán Oliver Pocher desde 2006. Zanzíbar obtuvo el 2.º Lugar en la FIFI Wild Cup 2006, tras perder 4:1 en tanda de penales contra la República Turca del Norte de Chipre. El torneo incluyó a las selecciones de Tíbet, Groenlandia, Gibraltar y los locales de República de St. Pauli.
Zanzíbar no es aceptado como miembro de la FIFA bajo el argumento de que este lugar pertenece a Tanzania, y por ende son representados a nivel internacional por esa selección.

## Desempeño en competiciones

### Copa Gossage
| Récord | Récord   | Récord    | Récord | Récord | Récord | Récord | Récord | Récord |
| Año    | Ronda    | Posición  | PJ     | PG     | PE *   | PP     | GF     | GC     |
| ------ | -------- | --------- | ------ | ------ | ------ | ------ | ------ | ------ |
| 1947   | 4º lugar | 4º        | 1      | 0      | 0      | 1      | 1      | 3      |
| 1948   | 3º lugar | 3º        | 1      | 0      | 0      | 1      | 1      | 3      |
| 1949   | 4º lugar | 4º        | 1      | 0      | 0      | 1      | 2      | 3      |
| 1950   | 4º lugar | 4º        | 1      | 0      | 0      | 1      | 0      | 4      |
| 1951   | 3º lugar | 3º        | 1      | 0      | 0      | 1      | 0      | 1      |
| 1952   | 3º lugar | 3º        | 2      | 1      | 0      | 1      | 4      | 8      |
| 1953   | 3º lugar | 3º        | 1      | 0      | 0      | 1      | 1      | 5      |
| 1954   | 4º lugar | 4º        | 1      | 0      | 0      | 1      | 0      | 5      |
| 1955   | 3º lugar | 3º        | 1      | 0      | 0      | 1      | -      | -      |
| 1956   | 3º lugar | 3º        | 2      | 1      | 0      | 1      | 5      | 7      |
| 1957   | 3º lugar | 3º        | 2      | 0      | 1      | 1      | 4      | 8      |
| 1958   | 4º lugar | 4º        | 3      | 0      | 1      | 2      | 3      | 8      |
| 1959   | Final    | 2º        | 3      | 1      | 1      | 1      | 3      | 7      |
| 1960   | 4º lugar | 4º        | 3      | 0      | 0      | 3      | 3      | 11     |
| 1961   | 4º lugar | 4º        | 3      | 0      | 0      | 3      | 1      | 15     |
| 1962   | 4º lugar | 4º        | 3      | 0      | 0      | 3      | 0      | 19     |
| 1963   | 4º lugar | 4º        | 3      | 0      | 0      | 3      | 1      | 5      |
| 1964   | 4º lugar | 4º        | 3      | 1      | 0      | 2      | 5      | 10     |
| 1965   | 4º lugar | 4º        | 3      | 0      | 0      | 3      | 2      | 12     |
| 1966   | 4º lugar | 4º        | 3      | 0      | 1      | 2      | 1      | 7      |
| Total  | 20/37    | 0 títulos | 41     | 4      | 4      | 33     | 37     | 141    |

### Copa Desafío Sénior de África Oriental y Central
| Récord | Récord   | Récord    | Récord | Récord | Récord | Récord | Récord | Récord |
| Año    | Ronda    | Posición  | PJ     | PG     | PE *   | PP     | GF     | GC     |
| ------ | -------- | --------- | ------ | ------ | ------ | ------ | ------ | ------ |
| 1967   | 3º lugar | 3º        | 3      | 1      | 0      | 2      | 3      | 8      |
| 1968   | 4º lugar | 4º        | 3      | 0      | 0      | 3      | 0      | 8      |
| 1969   | 4º lugar | 4º        | 3      | 0      | 0      | 3      | 1      | 12     |
| 1970   | 3º lugar | 3º        | 3      | 1      | 0      | 2      | 4      | 5      |
| 1971   | 4º lugar | 4º        | 3      | 0      | 1      | 2      | 2      | 8      |
| Total  | 5/5      | 0 títulos | 15     | 2      | 1      | 12     | 10     | 41     |

### Copa CECAFA
| Récord | Récord           | Récord       | Récord       | Récord       | Récord       | Récord       | Récord       | Récord       |
| Año    | Ronda            | Posición     | PJ           | PG           | PE *         | PP           | GF           | GC}          |
| ------ | ---------------- | ------------ | ------------ | ------------ | ------------ | ------------ | ------------ | ------------ |
| 1973   | Fase de grupos   | 5.º          | 2            | 0            | 0            | 2            | 0            | 6            |
| 1974   | 3º lugar         | 3º           | 2            | 1            | 0            | 1            | 3            | 3            |
| 1975   | Fase de grupos   | 6.º          | 2            | 0            | 0            | 2            | 1            | 7            |
| 1976   | Fase de grupos   | 6º           | 3            | 1            | 0            | 2            | 1            | 4            |
| 1977   | Fase de grupos   | 6.º          | 3            | 1            | 0            | 2            | 1            | 4            |
| 1978   | no participó     | no participó | no participó | no participó | no participó | no participó | no participó | no participó |
| 1979   | 4º lugar         | 4º           | 4            | 0            | 2            | 2            | 3            | 8            |
| 1980   | Fase de grupos   | 5.º          | 3            | 1            | 0            | 2            | 2            | 5            |
| 1981   | Fase de grupos   | 8.º          | 3            | 0            | 0            | 3            | 3            | 9            |
| 1982   | 4º lugar         | 4º           | 4            | 1            | 1            | 2            | 3            | 8            |
| 1983   | Fase de grupos   | 8.º          | 3            | 0            | 1            | 2            | 3            | 6            |
| 1984   | Fase de grupos   | 8.º          | 3            | 0            | 0            | 3            | 1            | 4            |
| 1985   | no participó     | no participó | no participó | no participó | no participó | no participó | no participó | no participó |
| 1987   | 4º lugar         | 4º           | 5            | 1            | 2            | 2            | 2            | 3            |
| 1988   | Fase de grupos   | 7.º          | 3            | 1            | 0            | 2            | 1            | 3            |
| 1989   | Fase de grupos   | 6.º          | 3            | 0            | 2            | 1            | 0            | 1            |
| 1990   | 4º lugar         | 4º           | 5            | 1            | 1            | 3            | 3            | 5            |
| 1991   | Fase de grupos   | 7.º          | 3            | 0            | 0            | 3            | 4            | 7            |
| 1992   | Fase de grupos   | 8.º          | 4            | 1            | 0            | 3            | 2            | 14           |
| 1994   | no participó     | no participó | no participó | no participó | no participó | no participó | no participó | no participó |
| 1995   | Campeón          | 1º           | 5            | 3            | 1            | 1            | 5            | 4            |
| 1996   | Fase de grupos   | 5.º          | 3            | 1            | 1            | 1            | 3            | 3            |
| 1999   | Fase de grupos   | 10.º         | 2            | 0            | 1            | 1            | 1            | 3            |
| 2000   | no participó     | no participó | no participó | no participó | no participó | no participó | no participó | no participó |
| 2001   | Fase de grupos   | 10.º         | 2            | 0            | 0            | 2            | 0            | 8            |
| 2002   | Fase de grupos   | 7.º          | 4            | 1            | 1            | 2            | 1            | 3            |
| 2003   | Fase de grupos   | 5.º          | 2            | 0            | 1            | 1            | 2            | 6            |
| 2004   | Fase de grupos   | 7.º          | 4            | 1            | 0            | 3            | 7            | 11           |
| 2005   | 3º lugar         | 3º           | 6            | 3            | 2            | 1            | 7            | 6            |
| 2006   | Fase de grupos   | 9.º          | 2            | 0            | 1            | 1            | 0            | 4            |
| 2007   | Cuartos de final | 7.º          | 3            | 1            | 2            | 0            | 5            | 3            |
| 2008   | Fase de grupos   | 8.º          | 4            | 1            | 1            | 2            | 3            | 5            |
| 2009   | 3º lugar         | 3º           | 6            | 2            | 2            | 2            | 6            | 3            |
| 2010   | Cuartos de final | 7.º          | 4            | 1            | 2            | 1            | 4            | 3            |
| 2011   | Cuartos de final | 7.º          | 4            | 1            | 1            | 2            | 5            | 4            |
| 2012   | 3º lugar         | 3º           | 6            | 1            | 4            | 1            | 5            | 6            |
| 2013   | Fase de grupos   | 9.º          | 3            | 1            | 0            | 2            | 3            | 6            |
| 2015   | Fase de grupos   | 10.º         | 3            | 1            | 0            | 2            | 3            | 6            |
| 2017   | Final            | 2º           | 6            | 3            | 2            | 1            | 9            | 6            |
| 2019   | Fase de grupos   | 8.º          | 3            | 0            | 1            | 2            | 1            | 3            |
| Total  | 36/40            | 1 título     | 124          | 29           | 32           | 63           | 100          | 184          |

### Competiciones No FIFA

#### Copa Mundial VIVA
| Año   | Posición     | PJ           | PG           | PE           | PP           | GA           | GC           |
| ----- | ------------ | ------------ | ------------ | ------------ | ------------ | ------------ | ------------ |
| 2006  | No participó | No participó | No participó | No participó | No participó | No participó | No participó |
| 2008  | No participó | No participó | No participó | No participó | No participó | No participó | No participó |
| 2009  | No participó | No participó | No participó | No participó | No participó | No participó | No participó |
| 2010  | No participó | No participó | No participó | No participó | No participó | No participó | No participó |
| 2012  | 3.º          | 4            | 3            | 0            | 1            | 16           | 4            |
| Total | Mejor: 3º    | 4            | 3            | 0            | 1            | 16           | 4            |

#### Récord en la Copa Mundial VIVA
| 2012         |                                 |
| 1            | Zanzíbar 6 – 0 Recia            |
| 1            | Zanzíbar 3 – 0 Tamil Eelam      |
| Semifinal    | Zanzíbar 0 – 2 Chipre del Norte |
| Tercer lugar | Zanzíbar 7 – 2 Provenza         |

### Otras competiciones
| Récord             | Récord      | Récord    | Récord | Récord | Récord | Récord | Récord | Récord |
| Año                | Ronda       | Posición  | PJ     | PG     | PE     | PP     | GF     | GC     |
| ------------------ | ----------- | --------- | ------ | ------ | ------ | ------ | ------ | ------ |
| FIFI Wild Cup 2006 | Final       | 2º        | 4      | 2      | 1      | 1      | 7      | 6      |
| Copa ELF 2006      | Semifinales | 4º        | 5      | 1      | 3      | 1      | 5      | 9      |
| Total              | 0 títulos   | 0 títulos | 9      | 3      | 4      | 2      | 12     | 15     |

## Últimos partidos y próximos encuentros
Actualizado al último partido jugado el 31 de julio de 2025.
| Fecha      | Ciudad     | Local    | Resultado | Visitante    | Competencia      |
| ---------- | ---------- | -------- | --------- | ------------ | ---------------- |
| 27-12-2023 | Amaan      | Zanzíbar | 0:0       | Tanzania     | Partido amistoso |
| 03-01-2025 | Pemba      | Zanzíbar | 1:0       | Tanzania     | Partido amistoso |
| 06-01-2025 | Pemba      | Zanzíbar | 0:1       | Burkina Faso | Partido amistoso |
| 10-01-2025 | Pemba      | Zanzíbar | 1:0       | Kenia        | Partido amistoso |
| 28-07-2025 | Pemba      | Zanzíbar | 0:0       | Nigeria      | Partido amistoso |
| 31-07-2025 | Stone Town | Nigeria  | 2:2       | Zanzíbar     | Partido amistoso |

## Entrenadores
- Gheorghe Dungu (1972-1974)
- Oliver Pocher (2005-2006)
- Abdel-Fatah Abbas (2006-2008)
- Souleyman Sané (2008-2011)
- Stewart Hall (2010)
- Hemed Suleiman (2017-)